# Rock Howard
Rock Howard es un personaje ficticio de las sagas Fatal Fury y The King Of Fighters, en la primera, es el protagonista del último capítulo de esta: Garou: Mark of the Wolves, y en la segunda aparece en KOF: Maximum Impact, KOF Maximum Impact 2, KOF Maximum Impact Regulation A, KOF XIV y KOF XV.

## Historia en Fatal Fury
Rock es el hijo del magnate de la mafia de South Town, Geese Howard y de la joven Marie R. Heinlein. A Geese no les interesaba ninguno de ellos y los abandona, por lo cual cuando Marie enferma y al parecer muere, a Geese no le importa, tras este hecho, nace un odio terrible del pequeño Rock hacia su padre, quien simplemente lo consideraba un bastardo. 
Su primer encuentro con Terry Bogard fue en el cementerio. Terry fue a visitar la tumba de su padre antes de su enfrentamiento con Geese, ahí encuentra a un niño, Rock, quien lloraba desconsoladamente frente a la tumba de su madre, Terry conoce a Rock y se entera de su historia, conmovido, le da su gorra como obsequio, eso es justo antes de que Terry se fuera a enfrentar a Geese en Real Bout Fatal Fury, el cual termina con la victoria de Terry y la derrota de Geese, Rock siente algo de alegría debido al odio que le tenía a este último, sin embargo, al verse solo, sigue a Terry asistiendo a sus peleas callejeras. Terry lo acepta y así comienzan su viaje juntos. 
Al pasar los años, Rock se convierte en un peleador formidable, gracias al entrenamiento de Terry y para bien o mal, a los genes que heredó de su padre. Diez años después, Kain R. Heinlein tío de Rock por parte de su madre, organiza el torneo "The King Of Fighters Maximum Mayhem (Garou: Mark Of The Wolves)" con la intención de encontrarse con Rock. Este último decide participar para así encontrar respuestas sobre su madre y el por qué de la fuente de su poder, enfrentándose con Terry, al que logra vencer, pasando a las finales donde se enfrenta primero contra Grant en la pelea final, al que logra derrotar. Rock quería respuestas, ya que Kain le había informado de que sabía algo que él ignoraba sobre su madre, a lo que Grant le responde que busque a Kain. Cuando lo encuentra, Rock exige explicaciones mientras se enfrenta a él. Al derrotarlo, Kain le dice que su madre nunca murió, que estaba viva, y que si le seguía y colaboraba con él le diría su paradero. Rock decide seguirlo para poder conocer más sobre su madre y corroborar si está viva, y Terry acepta esta decisión con la promesa de Rock de que cuando resuelva sus asuntos se volverán a ver.

## The King Of Fighters: Maximum Impact 2
En la saga alternativa de KOF MI, Rock entra al torneo junto con Terry (en esta saga, todavía no se llega a los hechos de Garou: Mark Of The Wolves) dado que hace mucho no visita la tumba de su madre, y para poder conocer sus habilidades actuales, en dicho torneo y antes de este, es acosado por Billy Kane, para que siga el legado de su padre, pero Rock enfurecido le rechaza mostrándole el enorme odio que Rock le tiene a Geese para frustración de Billy que ni siquiera puede ganar un combate contra Rock. Al final del torneo (ganado por Alba Meira) Terry le dice que no tiene por qué pensar en esa sombra, que debe ser él mismo, quien quiere ser y no seguir pensando en la sombra de Geese, en dicho torneo, Rock conoce a una joven gótica francesa que participa en el torneo: Ninon Beart (proveniente del juego Rose Crusaders de la compañia Face), que se enamora de él a primera vista e incluso lo vigila desde las sombras.

## Personalidad
Rock es un chico muy tímido quién tiene que enfrentar una lucha en su interior contra su lado obscuro e intentar salir de la sombra de su padre. Rock odia a muerte ser el hijo de Geese, incluso se refiere a él como "ese hombre" o "esa persona". "Yo no soy hijo de esa persona" (episodio 2 de KoF: Another Day). Rock es el término medio entre la malvada personalidad de Geese y la festiva personalidad de Terry. También resulta ser un joven compasivo que no duda en ofrecer su ayuda a quien lo necesite, como es el caso de Lien Neville, cuando ésta se enfrentaba a Billy Kane en la Geese's Tower (episodio 2 de KoF: Another Day) o a Hotaru Futaba, a la cual le ofrece su ayuda para encontrar a su hermano. Rock es amigo de la infancia de los hijos de Kim KaphWan: Dong Hwan y Jae Hoon.

## Estilo de juego y combate
Su estilo de lucha es una mezcla los usados por Terry y Geese. Terry le enseñó boxeo, kung-fu, kickboxing y lucha callejera; mientras que utiliza instintivamente el Kobujutsu que heredó de su padre. Usa varios movimientos de ambos, particularmente los de Geese (Reppuken, Raging Storm, Deadly Wave y los Counter Attacks) así como el Rising Tackle de Terry.

## Curiosidades
- Rock es el pequeño niño que aparece en la mayoría de los finales de Terry en la saga Fatal Fury, en el tercer capítulo se ve el momento en que se conocen y Terry lo adopta.

- Dado que Rock se crio en un ambiente rudo de hombres, las mujeres le asustan, en el manga de KOF MI se nota este detalle cuando Mai Shiranui le coquetea de manera muy directa (aunque jugando), lo increíble e irónico del caso, es que Rock tiene mucha suerte con las mujeres, pues la misma Mai en el manga, o Lien Neville y Bonne Jenet en el juego, le hacen ciertas indirectas. Al parecer no tiene ese problema con Hotaru Futaba.

- Como ya se mencionó, hay una joven gótica que esta perdidamente enamorada de él, Ninon Beart. En KOF MI 2 y su versión Regulation A, cuando ambos personajes van a pelear, en su intro de Ninon le dice "You, are Just my type too." (tu, eres además justo mi tipo) y Rock se asusta, y en su frase de Rock antes de empezar la pelea con ella dice: "Tengo el presentimiento que alguien me está observando".

- En KOF MI Regulation A, Rock le hace una crítica a Mai Shiranui sobre la forma tan obsesiva en que esta le demuestra su amor a Andy Bogard, cosa que le molesta a Mai, esto sucede cuando ambos personajes van a pelear, intro que no sucedía en el KOF 2006 / MI 2.

- En KOF 2001, KOF 2002 y KOF 2002 UM, hace un cameo en las poses de victoria de Terry apareciendo como un niño con camiseta naranja que imita los gestos de victoria de Terry.

- Rock también sale como personaje disponible en el juego Neo Geo Battle Coliseum en donde tiene dos finales distintos: uno cuando hace equipo con Terry y otro cuando lo hace con Geese.

- Rock es también personaje seleccionable en el videojuego Capcom vs. SNK 2, su estilo de juego se basa en el Garou.

- El rostro de Rock es similar a Kaede de The Last Blade, con el color del pelo casi idéntico, el estilo y los ojos. Posiblemente para tomar un pinchazo en esta similitud, SNK Playmore incluye el traje de Kaede como uniforme extra en KOF: Maximum Impact 2.

- El tema de Rock en Garou: Mark of the Wolves, Spread the Wings, utiliza parte de la melodía de Robert Miles, Children. En realidad fue internacional, ya que el compositor de la banda sonora de Garou es un fan de Robert Miles.